# Bozüyük
Bozüyük ist eine Stadt und ein Landkreis der türkischen Provinz Bilecik. Die Stadt liegt etwa 30 Kilometer südlich der Provinzhauptstadt Bilecik. Bozüyük wurde 1890 zur Gemeinde/(Klein-)Stadt erhoben (Belediye/Belde). Die Stadt zählte Ende 2020 mehr Einwohner als die Provinzhauptstadt Bilecik.
Der Landkreis liegt im Süden der Provinz. Er grenzt im Norden an Pazaryeri und an den zentralen Landkreis, im Nordosten an Söğüt und von Osten nach Westen an die Provinzen Eskişehir, Kütahya und Bursa. Durch Bozüyük verläuft von Westen nach Osten die Europastraße 90, die von Çanakkale über Bursa kommt und weiter über Eskişehir und Adana bis zur irakischen Grenze führt. Sie kreuzt hier die Fernstraße D650, die von Adapazarı im Norden über Afyonkarahisar im Süden weiter bis nach Antalya an der Mittelmeerküste führt. Im Süden des Landkreises befindet sich die Darıdere-Talsperre.
Der Landkreis besteht neben der Kreisstadt aus der Belediye Dodurga (2073 Einw.) sowie aus 44 Dörfern (Köy) mit einer durchschnittlichen Einwohnerzahl von 96. Mehr Einwohner als dieser Durchschnitt haben 13 Dörfer, Kandilli und Kapanalan sind die beiden größten davon (je 316 Einw.). Die Bevölkerungsdichte ist nach dem zentralen Hauptstadtkreis (Merkez) die zweithöchste in der Provinz und lag Ende 2020 bei 89,5 Einw. je km². Der städtische Bevölkerungsanteil liegt bei 94,5 Prozent.

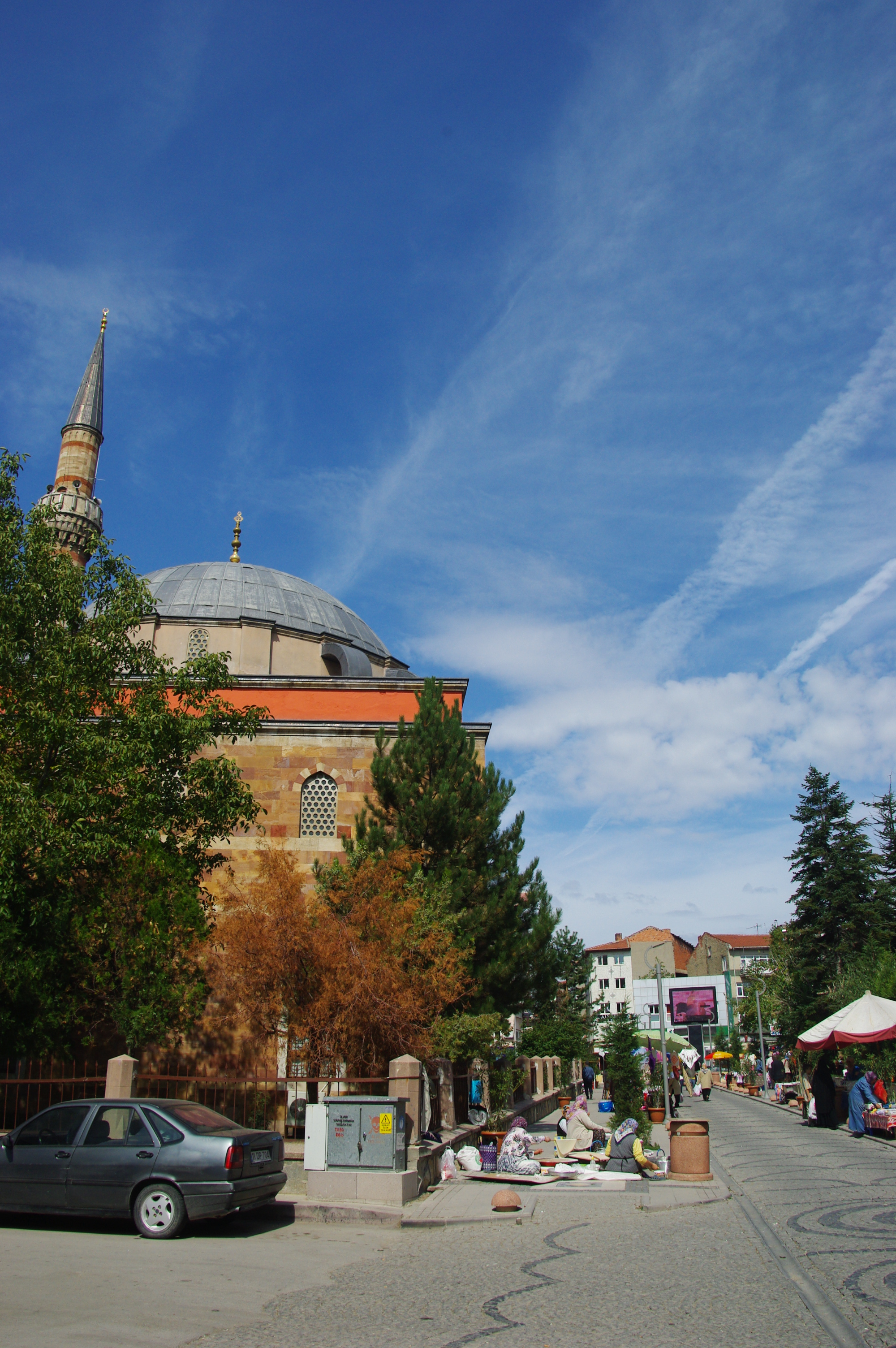
Moschee in Bozüyük

## Infrastruktur
In Bozüyük gab es früher ein mit der Waldbahn der Bozüyük Kereste Fabrikası und einer Materialseilbahn beliefertes Sägewerk. Heute gibt es Produktionsstätten der Klimatechnikfirma Demir Döküm, der Eczacıbaşı Holding und der Vaillant Group. Die Anadolu Üniversitesi aus Eskişehir hat hier eine Fachhochschule. Die heutige Industriestadt bot nach einem totalen Umbau ihres damals eher dörflichen Charakters Mitte der 70er Jahre als bedeutende Sehenswürdigkeiten lediglich die von Sinan erbaute Kasım Paşa Camii. 1973 war in Bozüyük die schon bestehende Durchgangsstraße seitlich so verbreitert worden, dass sämtliche alten an der Straße liegenden Gebäude der neuen Trasse weichen mussten. Neuere Häuser waren schon gleich auf der Linie einer zurückgeschobenen Bauflucht errichtet worden. Gleichzeitig wurde dieser zentrale Bereich kanalisiert und mit neuen unterirdischen Stromzuführungen u. a. zur Versorgung einer neuen Straßenbeleuchtung versehen. Im mittleren Teil des Straßenverlaufs war ein schon vorhandener Platz erweitert worden. Um ihn gruppierten sich neuerbaute öffentliche Gebäude.

## Sport
Die Kreisstadt ist durch den Fußballverein Bozüyükspor in der dritten türkischen Liga vertreten.